# Frans Jacob Otto Boijmans
Frans Jacob Otto Boijmans, né à Maastricht le 1er novembre 1767 et mort à Utrecht le 19 juin 1847, est un amateur d'art dont la collection a servi de base au Musée Boijmans Van Beuningen de Rotterdam.
Boijmans a cédé sa collection de tableaux à la commune de Rotterdam à la suite de longues négociations, menées à l'initiative du bourgmestre de l'époque, Martinus Bichon van IJsselmonde. 
En 1841, Rotterdam offrit, pour héberger la collection, d'acheter le Schielandshuis. Les négociations aboutirent huit jours avant la mort de Boijmans. 
Le 3 juillet 1849, le musée Boijmans est inauguré au Schielandshuis. il est installé dans un nouveau site dédié en 1935 et prend son nom actuel, après l'acquisition de la collection Van Beuningen en 1958.